# Los Alamos Primer
Pour les articles homonymes, voir Los Alamos.

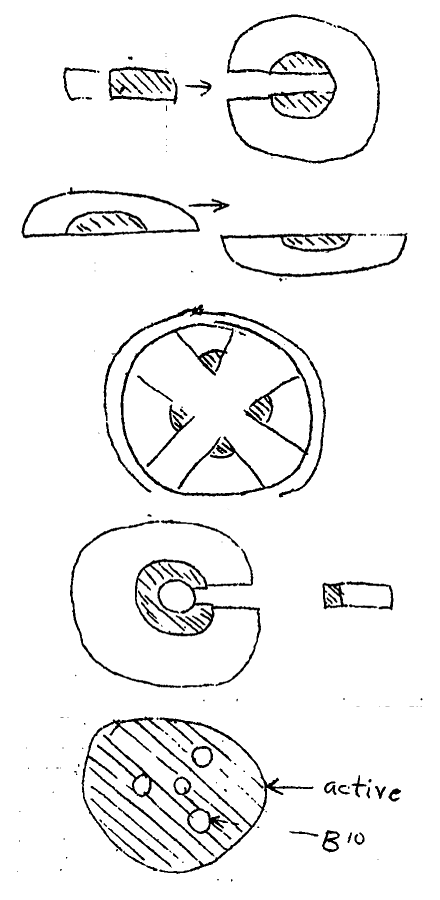
Différents assemblages d'une masse critique nucléaire furent proposés pendant la conférence d'avril 1943 au Laboratoire national de Los Alamos. Ils furent plus tard regroupés sous la forme de schémas dans le Los Alamos Primer. Parmi les propositions, seule la méthode balistique (en haut) fut retenue.

Le Los Alamos Primer — que l'on peut traduire par « Court précis technique de Los Alamos » — est une version imprimée des premières conférences données en avril 1943 au laboratoire de Los Alamos par le physicien américain Robert Serber, dans le cadre du projet Manhattan.
Le contenu de ces conférences, destiné aux nouveaux arrivants, traitait de la conception et de la fabrication d'une bombe atomique. Serber prépara ces conférences en se référant aux échanges qu'il avait eus l'année précédente, de juillet à septembre 1942 à l'université de Californie à Berkeley, avec le futur directeur scientifique de Manhattan, Robert Oppenheimer.
Le document fut dactylographié par le physicien Edward Condon.
Il a été déclassifié en 1964.